# 2018 у Тернополі
| Роки в Тернополі: ← · 2000 · 2001 · 2002 · 2003 · 2004 · 2005 · 2006 · 2007 · 2008 · 2009 · 2010 · 2011 · 2012 · 2013 · 2014 · 2015 · 2016 · 2017 · 2018 · 2019 · 2020 · 2021 · 2022 · 2023 · 2024 Див. також: XIX століття · XX століття |

## Річниці

### Річниці заснування, утворення
- 10 років із часу

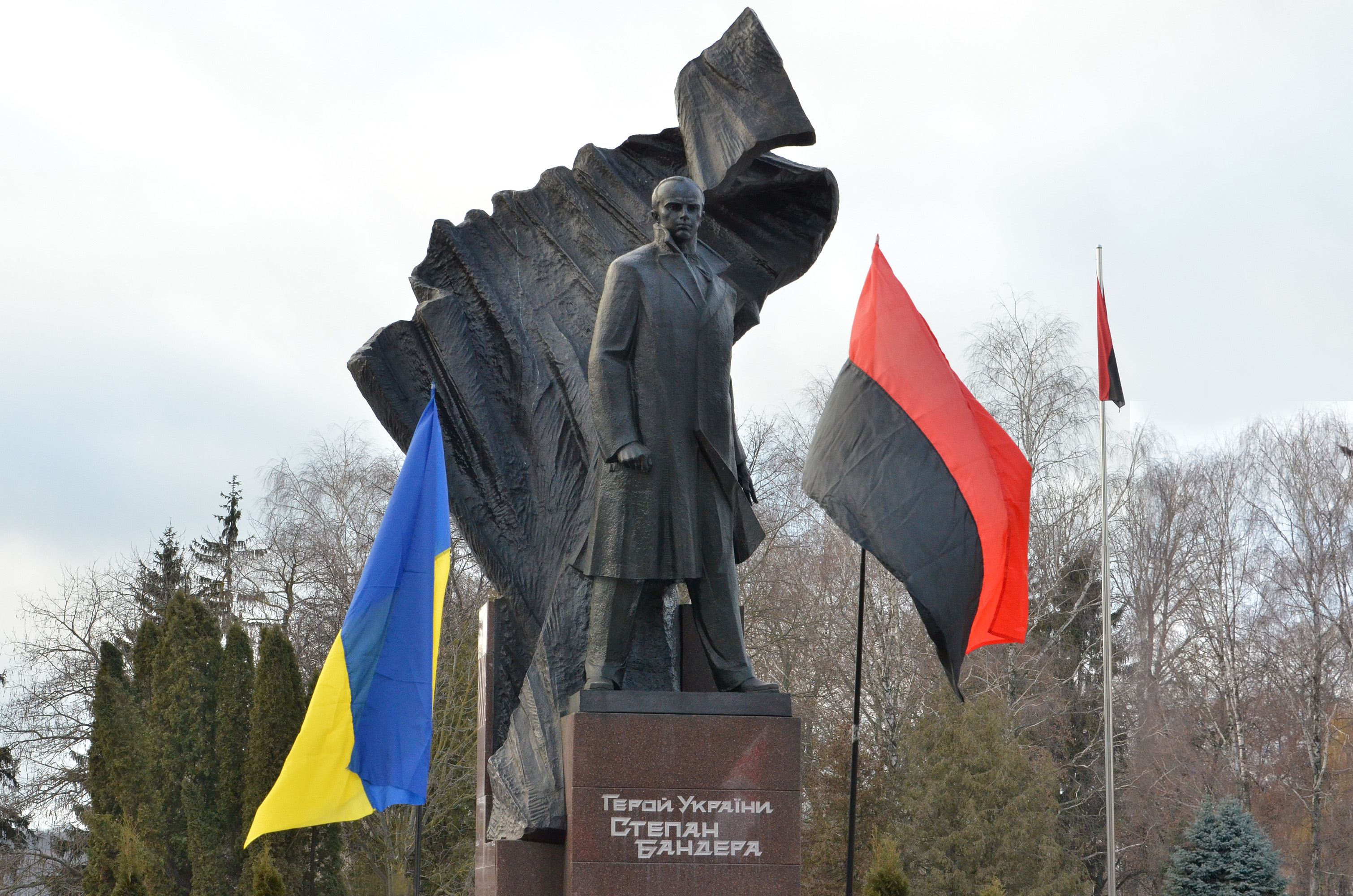
Пам'ятник Степанові Бандері

  - заснування команди КВК та Ліги сміху «V.I.P.».
  - 8 листопада — посвячення церкви святого апостола і євангеліста Івана Богослова УГКЦ на проспекті Злуки.
  - 7 грудня — посвячення першої в новітній історії міста дерев'яної церкви Зарваницької Божої Матері УГКЦ в Старому парку.
  - 26 грудня — відкриття в парку імені Тараса Шевченка пам'ятника Степанові Бандері, автор скульптури — Роман Вільгушинський.
- 20 років із часу
  - заснування спортивно-туристичного клубу «Кристал»
  - відкриття погруддя Ярослава Стецька, скульптор — Микола Невеселий

### Річниці від дня народження
- 7 червня — 130 років від дня народження української краєзнавця, педагога, літераторки Стефанії Садовської (1888—1968).

## Події
- 20—22 липня — на тернопільському іподромі відбудеться традиційний український музичний фестиваль «Файне місто»[1]

## З'являться
- новий мікрорайон «Варшавський» неподалік Підволочиського шосе; крім житлових будинків тут мають бути новий автовокзал, дитячий садок та початкова школу, спортивний комплекс з фітнес-центром та басейном, спортивні та відпочинкові майданчики для дітей та дорослих, торгово-розважальний комплекс, відділення банку, поштове відділення, аптеки, хімчистка та інші заклади громадського призначення; також до Парку Національного відродження передбачений підземний пішохідний перехід[2][3]
- на місці стадіону «Текстерно», що на проспекті Злуки планують звести спортивний комплекс[4][5]